# Hypoleria meridana
Hypoleria meridana is een vlinder uit de familie Nymphalidae. De wetenschappelijke naam van de soort is voor het eerst geldig gepubliceerd in 1948 door Richard M. Fox.